# ASC Mauritel Mobile FC
Association sportive et culturelle Mauritel Mobile Football Club w skrócie ASC Mauritel Mobile FC – mauretański klub piłkarski grający niegdyś w mauretańskiej pierwszej lidze, mający siedzibę w mieście Nawakszut.

## Sukcesy
- Première Division[1]:
  - mistrzostwo (1): 2006

- Puchar Mauretanii[2]:
  - zwycięstwo (1): 2007.

## Występy w afrykańskich pucharach
| Sezon | Rozgrywki       | Runda   | Kraj   | Klub             | Dom | Wyjazd | Dwumecz |
| ----- | --------------- | ------- | ------ | ---------------- | --- | ------ | ------- |
| 2007  | Puchar Mistrzów | wstępna | Maroko | Wydad Casablanca | 0–1 | 0–4    | 0–5     |

## Stadion
Domowe mecze klub rozgrywa na stadionie o nazwie Stadion Olimpijski w Nawakszucie, który może pomieścić 40 000 widzów.

## Reprezentanci kraju grający w klubie
Stan na lipiec 2023.
| - Boubacar Jiddou - Mamadou Djibril Kassy - Boubou Ndiaye - Amar Djiby Samb | - Bilal Sidibé - Mamadou Sidibé Diop - Brahim Boubacar Sidina - Sidi Sow |